# تروپیدوسوکوس
تروپیدوسوکوس (نام علمی: ') نام یک سرده از تیره نخست‌کامپسایان است.